# Hugh Blair

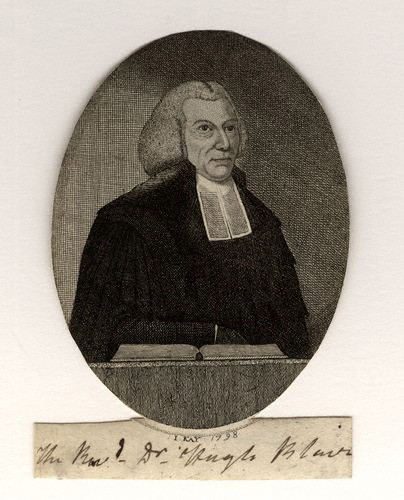
Hugh Blair

Hugh Blair (* 7. April 1718; † 27. Dezember 1800) war ein schottischer Geistlicher, Schriftsteller und Rhetoriker. Er gilt als einer der einflussreichsten Autoren der schottischen Aufklärung (englisch Scottish Enlightenment).

## Biographie
Blair wurde in Edinburgh als Sohn presbyterianischer Eltern geboren. An der University of Edinburgh studierte er Moralphilosophie und Literatur. 1739 erlangte er den Master of Arts mit der Arbeit „De Fundamentis et Obligatione Legis Naturae“.
Von 1741 bis 1743 unterrichtete Blair im kirchlichen Schuldienst. 1743 wurde er Gemeindepfarrer in Collesie in Fife. Von hier begann der Aufstieg in seiner kirchliche Laufbahn, der ihn 1754 schließlich in das höchste klerikale Amt der Church of Scotland brachte, in die High Church (d. h. die St. Giles Cathedral in Edinburgh). Von 1759 bis 1783 lehrte er als Regius Professor of Rhetoric and English Literature zuerst Literatur, dann Rhetorik an der University of Edinburgh. Insbesondere seine dreibändigen „Lectures on rhetoric and belles lettres“ erlebten viele Auflagen.
Zu seinem Freundeskreis gehörten andere einflussreiche Gestalten der Schottischen Aufklärung, darunter David Hume, Alexander Carlyle, Adam Smith und Adam Ferguson. An der Erarbeitung der deutschsprachigen Ausgabe von Blairs Predigten, die der Berliner reformierte Theologe F. S. G. Sack herausgab, war auch Friedrich Schleiermacher beteiligt.
Blair starb im Dezember 1800, einige Jahre nach seiner langjährigen Ehefrau, Katherine Bannatine.

## Werke
- A critical dissertation on the poems of Ossian (1763)
- Essays on rhetoric (1784)
- Lectures on rhetoric and belles lettres (3 Bde., zahlreiche Auflagen)
- Sermons (5 Bde.)
- On tranquillity of mind (1857)